# Jaume Calucho Mestres
Jaume Calucho Mestres (Lleida, 9 de novembre de 1927) va ser un ciclista català que va córrer professionalment entre 1952 i 1963. El 26 de juliol de 1996 li va ser concedida la medalla de la Paeria per l'Ajuntament de Lleida al mèrit esportiu.
El seu germà Joan també fou ciclista professional.

## Palmarès
- 1954
  - 1r al Circuit Ribera del Jalón
- 1957
  - 1r a Almacelles
  - 1r a Tarragona
  - 1r a Bellvei
- 1958
  - 1r a Bellcaire

### Resultats a la Volta a Espanya
- 1955. 38è de la classificació general
- 1958. 38è de la classificació general